# Curator rei publicae
Der curator rei publicae (c.r.p., wörtlich etwa „derjenige, der sich um das Gemeinwohl kümmert“, auch curator civitatis, im Deutschen manchmal „Stadtkurator“) war ein außerordentlicher Amtsträger im Römischen Reich. Er wurde vom Kaiser bestellt, um in einer Stadt für geordnete Verhältnisse, vor allem in den Gemeindefinanzen, zu sorgen. Später wandelte sich das zeitlich befristete, irreguläre, seltene Amt in das reguläre oberste Amt einer römischen Stadt. In den griechischen Quellen wird das Amt als logistes bezeichnet.

## Quellen

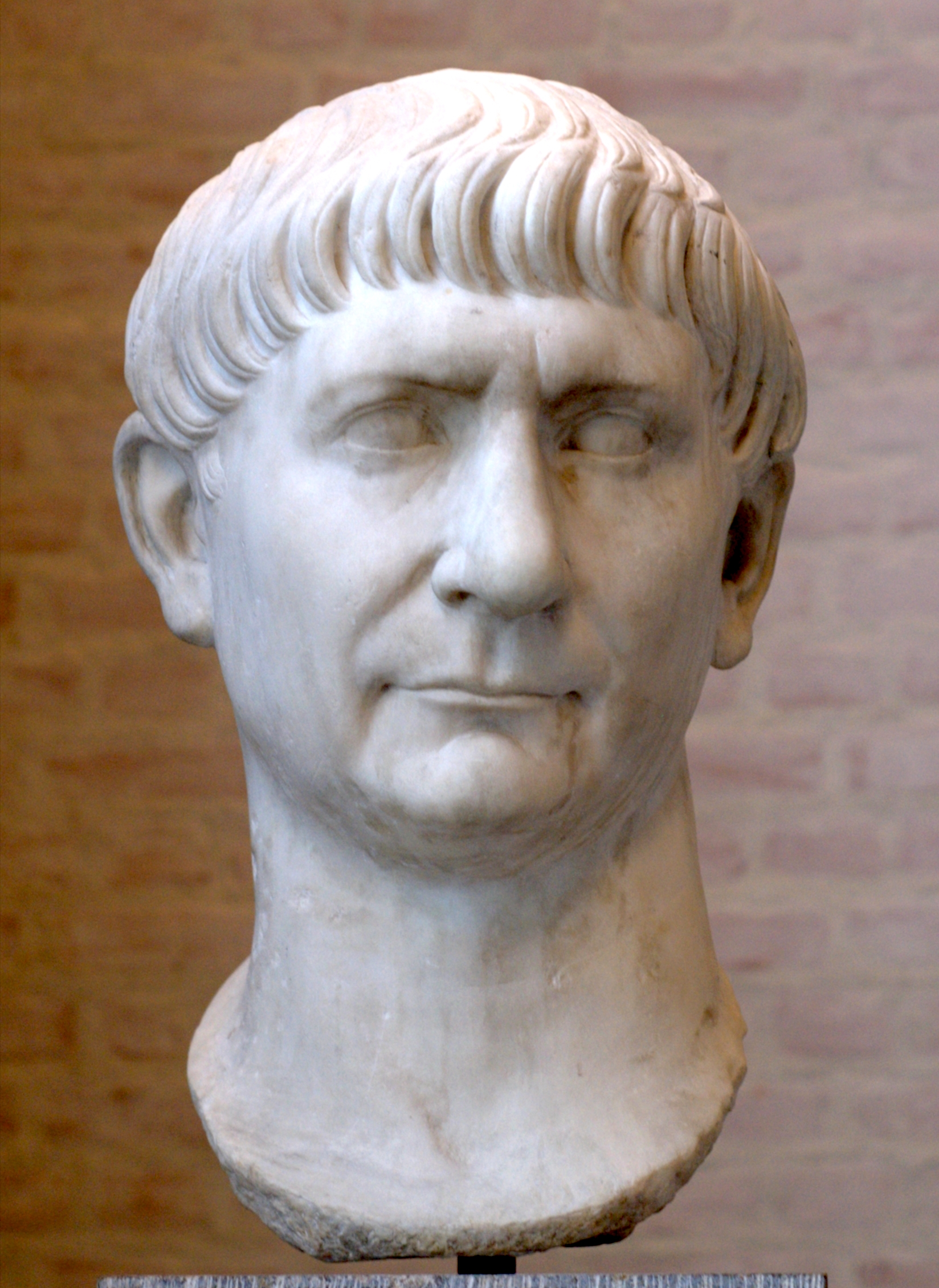
Die ersten curatores rei publicae sind für die Zeit des Kaisers Trajan (Fragment einer überlebensgroßen Statue) sicher überliefert.

## Ernennung
Zuerst scheinen c.r.p. in der Zeit des Kaisers Trajan eingesetzt worden zu sein, der von 98 bis 117 n. Chr. regierte. Im Laufe des 2. Jahrhunderts stieg die Zahl der Amtsträger an, jedenfalls den epigraphischen Quellen zufolge. Es gibt Beispiele für c.r.p. aus dem Senatoren-, aber auch aus dem Ritterstand. In der Regel, aber nicht immer, stammte der c.r.p. nicht aus derjenigen Gemeinde, in der er eingesetzt wurde, oftmals aber kam er aus derselben Region.
Eine cura (Sorge) war zunächst nur eine öffentliche Aufgabe, wie es sie in antiken Gemeinden in großer Zahl gab, wie die cura aquae oder cura pecuniae publicae. Normalerweise beauftragten die städtischen Magistrate eine Person mit einer cura. Alle diese Ämter waren ehrenamtlich, der Amtsträger war haftbar. Sie wurden nur von hochgestellten, wohlhabenden Persönlichkeiten ausgeübt, die sich eine unentgeltliche Tätigkeit leisten konnten. Darum war es auch nicht immer leicht, solche Personen für eine cura zu finden.
In der älteren Altertumswissenschaft wurden die c.r.p. eher negativ gesehen, als ein Instrument, mit dem der Kaiser in die Autonomie der Städte habe eingreifen wollen. Später, als mehr Inschriften bekannt geworden waren, änderte sich das Bild. Die Anzahl der Amtsträger und der betroffenen Städte war gering, es kann keine Rede von einer flächendeckenden Überwachung aller Städte sein.
Da viele c.r.p. von den Gemeinden, in denen sie tätig waren, eine Dedikation erhielten (eine Ehrenbezeugung), ist es wahrscheinlich, dass die Einsetzung eines solchen curators nicht immer gegen den Willen der Gemeinde war. Vielmehr war es oft die Gemeinde selbst, oder ein Teil der örtlichen Amtsträger, die um die Entsendung gebeten hat. Die Unkenntnis der örtlichen Amtsträger mit dem komplizierten Finanzwesen hätte ebenso wie Vetternwirtschaft und Korruption zu einer Misere geführt, die den Kaiser zum Eingreifen gezwungen habe, so Walter Langhammer. Die Einsetzung eines c.r.p. habe allerdings nicht zur Eigenständigkeit der Gemeinde beigetragen und in einem Teufelskreis die Unselbstständigkeit vergrößert.

## Aufgaben
Der curator erhielt vom Kaiser einen Einsatzbrief mit recht genau festgeschriebenen und begrenzten Aufgaben, seine Tätigkeit war zeitlich befristet, jeweils auf die betreffende Stadt abgestimmt. Ein c.r.p. residierte nicht unbedingt in der Stadt. Er übernahm auch nicht die Funktion der eigentlichen Verwaltung, die regulären Amtsträger der Stadt arbeiteten weiter. Allerdings gab ihm die Autorität des Kaisers eine große Machtfülle mit. 
Aufgabe war in der Regel die Ordnung der Gemeindefinanzen, vor allem die Kontrolle darüber, ob bei Grundstückskäufen und öffentlichen Bauten alles mit rechten Dingen zugegangen war. Burton zufolge hatte eigentlich der römische Statthalter einer Provinz umfassende Kompetenzen zur Kontrolle auch von Gemeinden, war aber durch Mangel an Zeit und Ressourcen in der Ausübung beschränkt. Ein c.r.p. hingegen musste sich weder mit Rechtsprechung oder Steuereintreibung beschäftigen, sondern konnte sich auf Gemeindefinanzen und -verwaltung konzentrieren. In diesem eng umgrenzten Sinne, so Burton, könne man den c.r.p. als eine Art zusätzlichen Provinzstatthalter ansehen.

## Wandlung zum regulären Oberbeamten der Stadt
Aus dem c.r.p. wurde sehr allmählich eine normale Funktion in einer römischen Stadt. In der Mitte des 3. Jahrhunderts kam es langsam dazu, dass c.r.p. Befugnisse der örtlichen Amtsträger selbst wahrnahmen. Burton verweist auf das bekannte Beispiel eines c.r.p., der im Nordafrika des beginnenden 4. Jahrhunderts an einer Christenverfolgung beteiligt war. Sein Handeln habe dabei dem entsprochen, was normalerweise örtlichen Magistraten obleben habe. Der Übergang zu einem regulären Amt sei im späten 3. Jahrhundert zu verorten, vermutet Burton, als Folge oder gar bewusste Maßnahme der Reformen der Tetrarchie.
Seit Konstantin dienten die c.r.p. als „Stellvertreter des Statthalters in der Gemeinde“. Sie seien vom ordo decurionis der Gemeinde gewählt und vom Kaiser bestätigt worden, schreibt Langhammer. Bei ihnen lag die Verantwortung für die Finanzen und die Verwaltung der Gemeinde insgesamt, sie korrespondierten mit dem Kaiser und dem Statthalter. Bei Meinungsverschiedenheiten konnten die Gemeinden beim Kaiser appellieren.

## Zahlen
Die Überlieferung ist lückenhaft. Dennoch kann man angesichts der vielen Städte, die es damals gab, und der langen Zeiträume wegen davon auszugehen, dass die meisten Städte nie einen c.r.p. als Sonderbeauftragten des Kaisers gehabt haben. Aus Italien sind bis einschließlich des 3. Jahrhunderts 251 c.r.p. bekannt. 139 waren Senatoren, 83 Ritter (29 ohne Angabe). Für die Zeit Trajans sind in Italien sechs Amtsträger überliefert, für die Zeit von Severus und Caracalla 46.
In Nordafrika gab es von 196 n. Chr., der ersten Erwähnung eines c.r.p. dort, bis zum Jahre 282 nur 18 c.r.p., die heute bekannt sind. Für die Provinz Asia (etwa der Westen der heutigen Türkei) sind für die hundert Jahre bis 260 n. Chr. dreißig c.r.p. überliefert.